# Руис Мансанарес, Хасинто
Хасинто Руис Мансанарес (исп. Jacinto Ruiz Manzanares; 23 марта 1872, Корера — 15 ноября 1937, Валенсия) — испанский композитор и музыкальный педагог.
Изучал в Мадриде фортепиано и композицию (в том числе под руководством Эмилио Арриеты). В начале XX века обосновался в Вальядолиде, выдвинувшись в ведущие музыканты города. Стоял у истоков городской музыкальной школы, в 1918—1922 гг. был её первым директором; выступал как пианист. С 1922 г. жил и работал в Валенсии, был профессором Валенсийской консерватории. В 1925—1927 гг. председатель Валенсийской ассоциации преподавателей музыки. Автор ряда камерных ансамблей, фортепианных пьес, многочисленных вокальных произведений, церковной музыки. В сочинениях Мансанареса сочетались национальные мотивы и позднеромантические веяния. Составил несколько выпусков сборника народных песен «И Кастилия поёт» (исп. También Castilla canta).